# Альменредер, Карл
Карл Альменредер (нем. Carl Almenräder; 3 октября 1786, Ронсдорф, ныне в составе Вупперталя, — 14 сентября 1846, Бибрих, ныне в составе Висбадена) — немецкий фаготист, композитор и мастер музыкальных инструментов.

## Биография
Научился играть на фаготе самоучкой. С 1810 года играл в театральном оркестре в Кёльне, с 1812 года во Франкфурте-на-Майне, где брал уроки композиции у Алоиса Шмитта, с 1817 года в Майнце, затем снова в Кёльне и наконец с 1822 года работал преимущественно в Бибрихе, первоначально в придворном оркестре герцога Нассау.
В 1831 года вместе с Иоганном Адамом Геккелем основал в Бибрихе производство деревянных духовых инструментов.
В 1843 году Альменредер представил сконструированный им усовершенствованный, 17-клапанный фагот — модель, лёгшую затем в основу традиционного немецкого инструмента. После смерти Альменредера в 1846 году его деловой партнер Геккель продолжил производственный бизнес. Оставил ряд сочинений для фагота, а также вокальных и др .